# Barone Strucker
Il Barone Wolfgang von Strucker è un personaggio dei fumetti creato da Stan Lee (testi) e Jack Kirby (disegni), pubblicato dalla Marvel Comics. La sua prima apparizione avviene in Sgt. Fury and his Howling Commandos (Vol. 1) n. 5 (gennaio 1964).
Il Barone Strucker è un ex-gerarca nazista divenuto leader e fondatore dell'HYDRA (organizzazione terroristica nemica dello S.H.I.E.L.D., di Capitan America, dei Vendicatori, degli Stati Uniti e, in generale, della libertà), e arcinemico di Nick Fury. Tramite un siero sperimentale il suo invecchiamento è stato rallentato ed è tornato dalla morte in numerose occasioni.

## Biografia del personaggio

### Origini
Nato sul finire del XIX secolo al castello Strucker, Baviera, in una famiglia di origini prussiane trasferitavisi dopo la guerra franco-prussiana; da giovane Wolfgang von Strucker diviene il campione di duello accademico di Heidelberg procurandosi le vistose cicatrici che caratterizzano il suo volto. Alla morte del padre, in qualità di unicogenito, come da tradizione, viene insignito del titolo di barone.
Arruolatosi nell'esercito durante la prima guerra mondiale, Strucker combatte per la Germania e, nel 1933, dopo l'ascesa di Adolf Hitler, si unisce al Partito Nazionalsocialista dei Lavoratori Tedeschi, compiendo per il Führer numerose missioni che gli valgono la reputazione di carnefice sanguinario. Nel 1936, durante una delle suddette missioni, assieme a Nikolaus Geist e il mentalista egiziano Amahl Farouk, Strucker tenta di rovesciare la famiglia reale britannica per mettere sul trono un re filo-nazista, ma il suo complotto viene sventato dall'avventuriero canadese Logan e dai membri di Excalibur Kitty Pryde e Rachel Summers, provenienti dal futuro.
Nel 1937 l'intelligence tedesca lo manda ad assassinare il senatore statunitense Fulton, ma viene anticipato dal mercenario Dominic Fortune.

### Seconda guerra mondiale
All'inizio della seconda guerra mondiale, il Barone Strucker viene nominato capo dello Squadrone della Morte da Hitler in persona e, nel 1941 si reca a Madripoor per aiutare la Mano a trasformare la giovane Natasha Romanoff in una ninja assassina al loro servizio; tuttavia viene ostacolato da Logan, Capitan America e Ivan Petrovitch. Diverso tempo dopo si reca in Latveria alla ricerca di un dispositivo capace di controllare l'energia cosmica chiamato "Afferra-Tempeste" (Sturm-Fånger) venendo però ostacolato dai membri di X-Force venuti dal futuro.
Dopo che gli Stati Uniti entrano in guerra e gli Howling Commandos si fanno un problema sempre maggiore per l'Asse, Hitler ordina a Strucker di umiliare pubblicamente il loro leader, Nick Fury, invitandolo a un duello di scherma sull'isola di Norsehaven. Quando l'uomo si presenta sul luogo, Strucker riesce a drogarlo di nascosto e, sebbene Fury resista tenacemente, alla fine riesce a sconfiggerlo e a mandare una registrazione in Germania come materiale di propaganda per distruggerne la reputazione. In seguito, Strucker affronta gli Howling Commandos in numerose occasioni formando appositamente la Blitzkrieg Squad che, tuttavia, si rivela inefficiente.
In seguito Hitler, stancatosi dei suoi fallimenti, lo incarica di supervisionare l'occupazione della cittadella francese di Cherbeaux, che però fallisce clamorosamente in quanto il barone, impegnato ad affrontare nuovamente Fury, permette agli Howling Commandos di evacuarla, cosa che porta Hitler a farlo condannare a morte dalla Gestapo.
Il Teschio Rosso tuttavia, prevedendo l'imminente disfatta del Führer, fa fuggire Strucker dalla Germania con l'incarico di trovare un centro di potere alternativo.

### HYDRA
Rifugiatosi in Giappone, Strucker si allea con la Mano e il movimento sovversivo destinato a diventare, sotto la sua guida, l'HYDRA; organizzazione il cui potere in costante crescita la porta, di lì a poco, a staccarsi dalla Mano e istituire la propria sede principale su un'isola dell'Oceano Pacifico: l'Isola dell'Hydra. A questo punto Strucker fa ritorno in patria e ottiene il perdono di Hitler agendo come un fedele nazista davanti agli occhi di tutti ma, in realtà, manovrando l'HYDRA nell'ombra.
Nel 1944 ha un incontro ravvicinato con una razza extraterrestre empatica che uccide e deruba della loro tecnologia al fine di servirsene per l'HYDRA, mentre nel 1945, dopo il crollo del regime, mette in animazione sospesa i due più potenti superumani nazisti, Master Man e Warrior Woman al fine di potersene servire nuovamente in futuro; inoltre si occupa di preservare, e in seguito resuscitare, il Teschio Rosso quando questi viene sepolto vivo nel suo bunker durante uno scontro con Capitan America. Rapisce inoltre una ragazza di nome Gabrielle Haller, nella cui memoria è incisa la mappa per un giacimento di oro nazista, tuttavia essa viene salvata dai giovani Charles Xavier e Erik Magnus.
Sottopostosi all'iniezione di una formula sperimentale volta a rallentarne l'invecchiamento di modo da poter continuare a dirigere l'HYDRA, il Barone Strucker diviene una delle principali figure dello spionaggio mondiale, scontrandosi frequentemente con lo S.H.I.E.L.D., con Logan (ora noto come Agente 10) e con gli agenti Richard e Mary Parker. Negli anni successivi si sposa tre volte: dalla sua prima moglie ha un figlio, Werner, mentre dalla seconda due gemelli, Andrea e Andreas, geneticamente manipolati dall'HYDRA per sviluppare superpoteri; infine la sua terza moglie è la centosessantasettenne Elsbeth, finanziatrice dell'organizzazione fin dal 1957.

### Morte e resurrezione
Durante gli anni, Strucker tiene segreta la sua leadership sull'HYDRA, e si affida a un agente di facciata: Arnold Brown, il cosiddetto "Supremo Hydra". Dopo aver passato decenni ad agire dietro alle finte identità di don Antonio Caballero, Emir Ali Bey, e l'agente S.H.I.E.L.D John Bronson, Strucker decide di rivelarsi al mondo intero come leader dell'HYDRA preparandosi a rilasciare nell'atmosfera terrestre le Spore Mortali, un virus capace di uccidere l'intera popolazione mondiale. Per prevenire tutto ciò, Fury si introduce nella sua base e lo ferisce costringendolo, per sfuggirgli, a entrare in una stanza dove ha luogo una reazione termonucleare che lo incenerisce.
In seguito compaiono diversi Life Model Decoy con le sue fattezze, uno dei quali dà vita all'affare Deltite uccidendo numerosi agenti S.H.I.E.L.D., prendendo possesso dell'agenzia spionistica e costringendo Fury a una lunga latitanza prima di poterla ripulire. Diversi anni dopo Teschio Rosso ordina agli scienziati dell'HYDRA di resuscitare Strucker poiché accortosi che, senza la sua guida, l'organizzazione ha perso smalto. Una volta resuscitato il barone Strucker presenta tracce di Spore Mortali all'interno del suo organismo, cosa che lo rende quasi impossibile da ferire poiché il suo sangue è troppo tossico.

### Thunderbolts
Strucker, insieme al Barone Zemo, posiziona poi Scarabeo nella nuova formazione dei Thunderbolts e, per far loro guadagnare la fiducia del mondo, gli manda contro avversari precedentemente pagati, quali la Squadra Distruttrice, i Fathom Five e i Great Game. Successivamente viene tradito dalla sua terza moglie, Elsbeth, che prende il controllo dell'HYDRA assieme a Gorgon, e lo fa decapitare da quest'ultimo, sebbene in seguito si scopra che a venire giustiziato è stato solo un suo clone, mentre il vero barone, tratto in salvo dal figlio Andreas, torna ad assistere i piani di dominazione di Zola nonostante questi sia colpevole dell'omicidio di sua figlia Andrea.
Durante l'invasione segreta degli Skrull, Strucker viene aggredito da alcuni alieni che tentano di prenderne il posto per dominare l'HYDRA, ma riesce a liberarsene e ucciderli facendo esplodere la sua stessa base.

### Secret Warriors
Poco tempo dopo tale incidente, Fury scopre che lo S.H.I.E.L.D. è (ed è sempre stato) sotto il controllo dell'HYDRA, ragione per la quale decide di prendere dei provvedimenti assemblando i Secret Warriors. Strucker, per tutta risposta, convoca a sé i membri principali dell'HYDRA: Kraken, Viper, Madame Hydra, Hive ed il resuscitato Gorgon al fine di rispondere agli attacchi degli uomini di Fury e mostrare al mondo la vera natura dell'HYDRA. Per incrementare le forze a sua disposizione, inoltre, il barone si allea con Norman Osborn, il corrotto direttore dell'H.A.M.M.E.R., senza curarsi minimamente del fatto che questi abbia ucciso suo figlio Andreas.
Al termine dello scontro con le forze di Fury, sia Strucker che il suo mortale nemico vengono catturati da Kraken, il quale tuttavia si rivela essere solo un impostore dietro la cui maschera si cela Jake Fury, fratello di Nick d'accordo con quest'ultimo fin dal principio. Appreso che in realtà è stato lo S.H.I.E.L.D. a controllare l'HYDRA per tutto il tempo, il barone, prima di avere il tempo di aprire bocca, viene ucciso con un colpo di pistola in piena testa da Nick Fury ma, anni dopo, ricompare misteriosamente ancora in vita in veste di mercenario.

## Poteri e abilità
Il Barone Strucker è dotato di un'elevata intelligenza e di competenze fisiche al vertice delle capacità umane. È un esperto nel combattimento corpo a corpo e nell'uso delle armi da fuoco nonché un eccellente schermidore. Oltretutto è un fenomenale stratega, specie per quanto riguarda le azioni militari, ed una delle migliori spie dell'universo Marvel, con eccellenti doti attoriali e di simulazione.
Il suo invecchiamento è stato rallentato da un siero sviluppato dagli scienziati dell'HYDRA e, dopo la sua resurrezione, le Spore Mortali (Death Spore) si sono fuse con il suo DNA cosa che gli ha fornito una sorta di fattore rigenerante conferendogli anche una limitata invulnerabilità poiché, se qualcuno lo ferisse, il suo sangue velenoso lo ucciderebbe rilasciando automaticamente le Spore nell'aria.
Oltre alle armi tradizionali, il Barone Strucker porta inoltre sempre con sé l'Artiglio di Satana (Satana Claw), artefatto che ne aumenta la forza fisica consentendogli inoltre di generare delle potenti emissioni di energia.

## Altre versioni

### Terra Charnel
Nella realtà alternativa di Terra-9939, Charnel, sesto Barone Strucker è il despota dell'intero pianeta, rappresentato come un necromante cibernetico al capo di un'intera legione di demoni-droni. Charnel ha paralizzato la Cosa, trasformato Mister Fantastic in stucco e sterminato gli asgardiani ma, successivamente viene ucciso dal mercenario Death's Head. Anni dopo, la scienziata suprema dell'AIM Monica Rappaccini si serve di tale realtà, ormai desolata, come rifugio segreto.

### Marvel Mangaverse
Nel Mangaverse, Strucker è un potente stregone capo dell'HYDRA che attacca la Stark Island e cerca di evocare Dormammu attraverso il portale della Zona negativa ma fallisce e viene ucciso in un duello magico da Dottor Strange.

### Marvel Noir
Nella serie Iron Man Noir, Strucker è il secondo in comando del Barone Zemo.

## Altri media

### Cinema
- Nella sceneggiatura originale di J. M. DeMatteis per Daredevil, Wolfgang von Strucker doveva comparire come capo dell'HYDRA, cartello internazionale del traffico di armi[31].

Il Barone Strucker interpretato da Thomas Kretschmann nel film Captain America: The Winter Soldier.

#### Marvel Cinematic Universe
- Nel franchise del Marvel Cinematic Universe, il Barone Strucker è interpretato da Thomas Kretschmann[32][33]. In tale versione il barone è uno dei vertici dell'HYDRA ma per anni si è passato per un agente dello S.H.I.E.L.D., non ha vissuto durante la seconda guerra mondiale, ha i capelli rasati anziché essere calvo ed è privo delle sue caratteristiche cicatrici facciali.
  - In Captain America: The Winter Soldier (2014) Strucker compare brevemente nella scena dopo i titoli di coda mentre osserva compiaciuto i risultati degli esperimenti svolti su Wanda e Pietro Maximoff servendosi dello scettro chitauriano di cui si è impadronito dopo i fatti di New York[34].
  - In Avengers: Age of Ultron (2015)[35] il barone affronta gli Avengers venendo sconfitto, preso in custodia dalla NATO e successivamente ucciso in prigione per mano di Ultron.

### Televisione
- Strucker compare, interpretato da Campbell Lane, nel film TV del 1998 Nick Fury (Nick Fury: Agent of S.H.I.E.L.D.), tuttavia è presente solo nella scena finale e, per gran parte della narrazione, il suo corpo è tenuto in animazione sospesa.
- Il Barone Strucker e l'HYDRA compaiono nella serie animata dei Vendicatori del 1999.
- Il personaggio è presente in un episodio di Super Hero Squad Show.
- Strucker compare in diversi episodi di Avengers - I più potenti eroi della Terra.
- Il personaggio compare nello special televisivo LEGO Marvel Super Heroes: Avengers Reassembled.

### Videogiochi
- Il Barone Strucker è un boss del videogioco Captain America: Il super soldato.
- Il personaggio è presente nel videogioco online Marvel: Avengers Alliance.
- Il Barone Strucker compare nel videogioco LEGO Marvel's Avengers.